# Kim Oa
Kim Oa Vương (89 TCN — ?; tiếng Hàn: 금와왕) là vị vua thứ hai (88 - 22 TCN) của vương quốc Đông Phù Dư, một vương quốc cổ trên bán đảo Triều Tiên và Mãn Châu. Lịch sử của ông được ghi lại trong Tam quốc sử ký, Tam quốc di sự và Đông Minh Vương Thiên.

## Thân thế
Ông là con trai của vua Giải Phu Lũ (Hae Buru) và là người bạn thân thiết nhất của Giải Mộ Sấu (Hae Mosu), vị thủ lĩnh tài ba của đạo quân Damul.
Theo Tam quốc sử ký và Tam quốc di sự, vua nước Phù Quốc là Giải Phu Lũ tuổi đã già mà chưa có con, liền đi cầu tử. Một hôm, kỵ mã phát hiện ở ven hồ Côn Uyên một khối nham thạch, quốc vương liền ra lệnh phá vỡ, phát hiện bên trong là một cậu bé có hình hài một con ếch màu vàng, liền đặt tên là Kim Oa (nghĩa là "ếch vàng"-金蝸 hoặc "sên vàng"-金蛙) và lập làm thái tử.
Giải Phu Lũ sáng lập vương quốc Đông Phù Dư khi thiên đô về Gaseopwon (가섭원, 迦葉原) ở phía biển Nhật Bản.

## Cai trị

### Sự ra đời của Jumong
Theo truyền thuyết, Geumwa trở thành vua sau khi Hae Buru qua đời. Tại Ubalsu(우발수, 優渤水), phía Nam của Núi Taebaek (太白山), Geumwa đã gặp Yuhwa(유화, 柳花), người con gái bị chối bỏ của thần sông, và mang nàng về cung điện của mình. Yuhwa đã mang thai bởi ánh nắng và đã sinh ra một quả trứng, từ đó đã nở ra Jumong(朱蒙). Còn theo Tam quốc di sự, Jumong là con trai của Giải Mộ Sấu Hae Mosu, sau khi Giải Mộ Sấu bị vua Giải Phu Lũ Hae Buru - cha Geumwa bày kế giết chết. Geumwa đã cùng Yuhwa đem Jumong về Đông Phù Dư nuôi nấng nên Jumong bị hiểu lầm là con của Geumwa.
Hai người con trai của Geumwa là Daeso và Younpo rất căm ghét và tìm cách xử tử Jumong, và mặc dù Geumwa đã cố gắng bảo vệ chàng, Jumong vẫn phải chạy đến Jolbon(卒本), nơi mà sau đó Jumong đã thành lập ra Goguryeo(高句麗).

### Mẹ của Cao Câu Ly
Khi Yuhwa qua đời, Kim Oa cử hành tang lễ như một vương hậu  mặc dù bà chỉ là vương phi. Jumong gửi một thông điệp và nhiều quà tặng đến vua Kim Oa để tỏ lòng biết ơn và hòa bình dường như đã được phục hồi giữa hai vương quốc.

## Qua đời
Sau khi làm vua trong vài ba năm, Kim Oa mất (Theo các vở kịch trên TV, Geumwa bị giết bởi các thích khách người Hán) và ngai vàng được chuyển cho con trai cả của ông ta Daeso. Quốc vương Daeso đã tấn công Goguryeo của Vua Yuri - con trai vua Jumong và người vợ đầu Duệ Tố Gia trong suốt thời gian cai trị của ông ta. Người cai trị thứ ba của Goguryeo là Vua Daemusin - cháu nội vua Jumong đã tấn công Dongbuyeo và giết chết vua Daeso. Sau cuộc chiến ngay từ bên trong nó, Đông Phù Dư bị suy tàn, và lãnh thổ của nó được sáp nhập vào Goguryeo.